# Trachyloma comosum
Trachyloma comosum là một loài rêu trong họ Pterobryaceae. Loài này được (Labill.) Mitt. mô tả khoa học đầu tiên năm 1859.